# 20526 Bathompson
20526 Bathompson este un asteroid din centura principală de asteroizi.

## Descriere
20526 Bathompson este un asteroid din centura principală de asteroizi. A fost descoperit pe 7 septembrie 1999 la Socorro, New Mexico, în cadrul proiectului LINEAR. Asteroidul prezintă o orbită caracterizată de o semiaxă mare de 2,28 ua, o excentricitate de 0,15 și o înclinație de 4,8° în raport cu ecliptica.